# Найколюк Лаврентій Дмитрович
Лаврентій Дмитрович Найколюк (1916, с. Майдан Вінницького району Вінницької області — 1980) — український радянський аграрій, голова колгоспу «Перемога» с. Парпурівці, Герой Соціалістичної Праці.
Під керівництвом Л.Д. Найколюка колгосп в 1957 р. брав участь у Всесоюзній сільськогосподарській виставці, за що нагороджений срібною медаллю. Відзначився високими показниками по виробництву зерна, цукрових буряків, м'яса, молока та інших продуктів сільського господарства, впровадженням у виробництво досягнень науки і передового досвіду, за що Указом Президії Верховної Ради СРСР від 26 лютого 1958 р. удостоєний звання Героя Соціалістичної Праці.
Також працював директором допоміжного господарства Вінницької обласної психіатричної лікарні імені академіка О. І. Ющенка.